# Chirnside
Chirnside ist eine Ortschaft im Nordosten der schottischen Council Area Scottish Borders beziehungsweise in der traditionellen Grafschaft Berwickshire. Sie liegt rund acht Kilometer nordöstlich von Duns und 13 Kilometer nordwestlich des englischen Berwick-upon-Tweed nahe dem rechten Ufer des Whiteadder Water.

## Geschichte
Bereits in der Mitte des 12. Jahrhunderts befand sich am Standort eine Kirche. Die heutige Chirnside Parish Church wurde am selben Standort 1572 aufgebaut und über die Jahrhunderte mehrfach überarbeitet.
Infolge der Lage im umkämpften schottisch-englischen Grenzgebiet befand sich auf einer strategisch bedeutenden Anhöhe südöstlich von Chirnside einst ein Bastle House. Englische Truppen zerstörten den Wehrbau im Laufe des 16. Jahrhunderts. Da das Steinmaterial zum Bau umliegender Gebäude weiterverwendet wurde, sind heute keine Spuren des Bastle House mehr vorhanden.
In Chirnside befand sich das Herrenhaus Ninewells House, in dem einst der Philosoph David Hume lebte. Das später von William Burn überarbeitete Gebäude wurde 1964 abgebrochen. Es verbleibt der aus dem 16. Jahrhundert stammende Taubenturm von Ninewells House. Daneben erstreckt sich die Chirnside Primary School. Das Art-déco-Gebäude aus den 1930er Jahren ist denkmalgeschützt. In den 1880er Jahren befand sich in Chirnside eine Grundschule, die 170 Schülern Platz bot.
In der Zeit der Industrialisierung siedelten sich in Chirnside Mühlen entlang dem Whiteadder Water an. Neben einigen Sägemühlen ist die Chirnside Bridge Paper Mill in Chirnsidebridge hervorzuheben. Die Anlage steht heute unter Denkmalschutz.

## Verkehr
Die A6105, die Earlston mit Berwick-upon-Tweed verbindet, bildet die Hauptverkehrsstraße von Chirnside. Sie führt über die westlich der Ortschaft gelegene Chirnside Bridge, die ab der Mitte des 19. Jahrhunderts eine Querung des Whiteadder Waters bot.
1849 erhielt Chirnside einen eigenen Bahnhof an dem ersten Streckenabschnitt der späteren Berwickshire Railway. Die Strecke verband ab 1865 St Boswells mit Reston und schuf somit eine Verbindung zwischen der Waverley Line und der East Coast Main Line. 1951 wurde der Bahnhof Chirnside aufgelassen. Das ehemalige Bahnhofsgebäude steht unter Denkmalschutz.

## Persönlichkeiten

### Söhne und Töchter der Gemeinde
- Joelle Murray (* 1986), Fußballspielerin